# Lucas Vera Piris
Lucas Vera Piris (Lanús, Provincia de Buenos Aires, Argentina, 2 de enero de 1994) es un futbolista argentino. Juega como centrocampista en Sportivo Italiano de la Primera C.

## Trayectoria
Comenzó jugando a los cuatro años al baby fútbol en el Club Progreso de Monte Chingolo. Debutó con Lanús durante un juego correspondiente a la Copa Argentina 2012/13 el 21 de marzo de 2013, en la victoria de 1 gol a 0 frente a UAI Urquiza, bajo las órdenes de Guillermo Barros Schelotto. En Lanús conquistó la Copa Sudamericana 2013 imponiéndose ante Ponte Preta.
Fichó para Olimpo de Bahía Blanca durante el Torneo de Transición 2014. Debutó en la Primera División Argentina el 5 de abril de 2015 en reemplazo de Juan Manuel Cobo, frente a Colón, por la octava fecha del Campeonato de Primera División 2015, en un encuentro disputado en el Estadio Brigadier López de Santa Fe. El mismo terminó 1 a 0 a favor de Colón. 
El 2 de enero de 2016 fichó por  Defensa y Justicia, pero nada más vio acción con el plantel de reserva. El 9 de agosto de ese año, se anunció su fichaje por Crucero del Norte, equipo que compite en la Primera B Nacional.

## Estadísticas
Actualizado al 24 de octubre de 2022

| Lanús Argentina | 1.ª                 | 2012-13             | 0   | 0  | 1 | 0 | — | — | 0   | 0  |
| Lanús Argentina | 1.ª                 | 2013-14             | 0   | 0  | 0 | 0 | — | — | 0   | 0  |
| Lanús Argentina | 1.ª                 | 2014                | 0   | 0  | 0 | 0 | — | — | 0   | 0  |
| Lanús Argentina | Total               | Total               | 0   | 0  | 1 | 0 | 0 | 0 | 1   | 0  |
| Olimpo de Bahía Blanca Argentina | 1.ª                 | 2015                | 1   | 0  | 0 | 0 | — | — | 1   | 0  |
| Olimpo de Bahía Blanca Argentina | Total               | Total               | 1   | 0  | 0 | 0 | 0 | 0 | 1   | 0  |
| Defensa y Justicia Argentina | 1.ª                 | 2016                | 0   | 0  | 0 | 0 | — | — | 0   | 0  |
| Defensa y Justicia Argentina | Total               | Total               | 0   | 0  | 0 | 0 | 0 | 0 | 0   | 0  |
| Crucero del Norte Argentina | 2.ª                 | 2016-17             | 23  | 0  | 0 | 0 | — | — | 23  | 0  |
| Crucero del Norte Argentina | Total               | Total               | 23  | 0  | 0 | 0 | 0 | 0 | 23  | 0  |
| Comunicaciones Argentina | 4.ª                 | 2017-18             | 33  | 4  | 0 | 0 | — | — | 33  | 4  |
| Comunicaciones Argentina | 4.ª                 | 2018-19             | 22  | 1  | 0 | 0 | — | — | 22  | 1  |
| Comunicaciones Argentina | Total               | Total               | 55  | 5  | 0 | 0 | 0 | 0 | 55  | 5  |
| Unión de Sunchales Argentina | 3.ª                 | 2019-20             | 10  | 0  | 2 | 0 | — | — | 12  | 0  |
| Unión de Sunchales Argentina | Total               | Total               | 10  | 0  | 2 | 0 | 0 | 0 | 12  | 0  |
| Argentino de Quilmes Argentina | 4.ª                 | 2020                | 2   | 1  | 0 | 0 | — | — | 2   | 1  |
| Argentino de Quilmes Argentina | 4.ª                 | 2021                | 21  | 0  | 0 | 0 | — | — | 21  | 0  |
| Argentino de Quilmes Argentina | Total               | Total               | 23  | 1  | 0 | 0 | 0 | 0 | 23  | 1  |
| Sportivo Italiano Argentina | 4.ª                 | 2022                | 25  | 6  | 0 | 0 | — | — | 25  | 6  |
| San Martin de Burzaco | 4.ª                 | 2023                | 36  | 1  |   |   |   |   | 36  | 1  |
| | Total               | Total               | 25  | 6  | 0 | 0 | 0 | 0 | 25  | 6  |
| Total en su carrera | Total en su carrera | Total en su carrera | 137 | 11 | 3 | 0 | 0 | 0 | 140 | 11 |
| (1) La copa nacional se refiere a la Copa Argentina y Supercopa Argentina . (2) La copa internacional se refiere a la Copa Sudamericana, Recopa Sudamericana, Copa Libertadores y Copa Suruga Bank. |                     |                     |     |    |   |   |   |   |     |    |

## Selección nacional
Lucas Vera Piris tuvo participación con la Selección Sub-17 donde disputó el Mundial Sub-17 de 2011.

### Participaciones con la selección
| Torneo                                 | Sede    | Resultado        |
| -------------------------------------- | ------- | ---------------- |
| Campeonato Sudamericano Sub-15 de 2009 | Bolivia | Primera ronda    |
| Copa Mundial de Fútbol Sub-17 de 2011  | México  | Octavos de final |

## Palmarés

### Copas internacionales
| Título            | Club  | País      | Año  |
| ----------------- | ----- | --------- | ---- |
| Copa Sudamericana | Lanús | Argentina | 2013 |